# تيكو هاتوري
تيكو هاتوري (باليابانية: 服部妙子؛ بالكانا: はっとり たえこ) هي ممثلة يابانية، ولدت في 23 يونيو 1949 في ناغويا في اليابان.

## وصلات خارجية
- تيكو هاتوري على موقع IMDb (الإنجليزية)
- تيكو هاتوري على موقع قاعدة بيانات الفيلم (الإنجليزية)